# Refusal of Care
Refusal of Care is de achttiende aflevering van het elfde seizoen van de televisieserie ER, die voor het eerst werd uitgezonden op 21 april 2005.

## Verhaal
Dr. Lewis, dr. Rasgotra en Taggart behandelen een El Salvadoraanse vrouw die stervende is door een hongerstaking, dit om te voorkomen dat haar zoon deporteert wordt naar El Salvador. De zoon wordt door de IND bij zijn moeder gebracht om zo haar proberen over te halen om weer te gaan eten. Hij is echter niet onder de indruk van haar hongerstaking en wil teruggebracht worden naar zijn cel. Uiteindelijk lukt het de doktoren haar over te halen om de hongerstaking te beëindigen. 
Dr. Lockhart behandelt twee oudere zussen die in haar ogen mishandeld worden, het lukt haar echter niet om te bewijzen dat zij slachtoffer zijn van ouderenmishandeling. Dan zit er niets anders op voor haar om hen te laten gaan, terug naar de straat waar zij bedelen. 
Dr. Pratt heeft een oudere Afro-Amerikaanse vrouw onder behandeling met borstkanker, het lukt hem echter niet om haar over te halen om voor een behandeling te kiezen. 
Dr. Weaver is blij als zij van dr. Carter hoort dat hij de volledige kosten betaalt voor een nieuw ziekenhuis, mits hij de naam voor dit ziekenhuis mag leveren. 

## Rolverdeling

### Hoofdrollen
- Noah Wyle - Dr. John Carter
- Maura Tierney - Dr. Abby Lockhart
- Mekhi Phifer - Dr. Gregory Pratt
- Goran Višnjić - Dr. Luka Kovac
- Sherry Stringfield - Dr. Susan Lewis
- Parminder Nagra - Dr. Neela Rasgrota
- Shane West - Dr. Ray Barnett
- Laura Innes - Dr. Kerry Weaver
- Scott Grimes - Dr. Archie Morris
- Linda Cardellini - verpleegster Samantha 'Sam' Taggart
- Laura Cerón - verpleegster Chuny Marquez
- Montae Russell - ambulancemedewerker Dwight Zadro
- Mädchen Amick - Wendall Meade
- Eion Bailey - Jake Scanlon
- Troy Evans - Frank Martin

### Gastrollen (selectie)
- Pat Carroll - Rebecca Chadwick
- Louise Fletcher - Roberta 'Birdie' Chadwick
- Arlen Escarpeta - Adrian
- Yolanda Lloyd Delgado - Elena Tabajas
- James Molina - Santiago Tabajas
- Judyann Elder - Debra Graham
- Fred Koehler - Benjamin Coe
- Verda Bridges - May Crawford